# Орден Макариоса III
Орден Макариоса III (греч. Τάγμα Μακαρίου Γ΄) — высшая государственная награда Республики Кипр.

## История

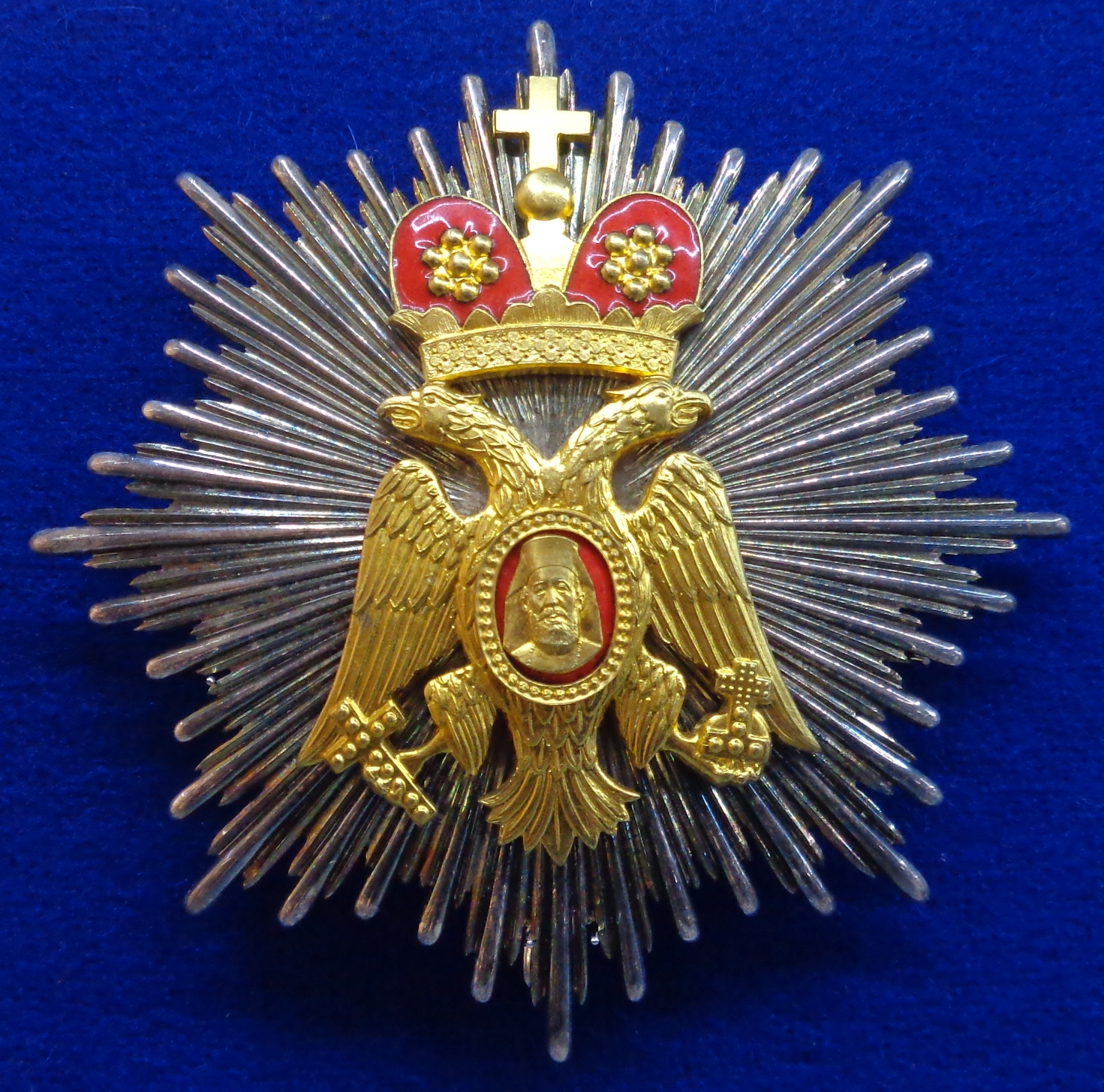
Звезда ордена

Орден учреждён в 1991 году в память о первом президенте Республики Кипр архиепископе Макариосе III. Орден предназначен для вручения главам государств, выдающимся деятелям и лицам, особо проявившим себя службой на пользу Республике Кипр.

## Степени
Орден имеет шесть степеней:
- Большая цепь — знак на цепи, носимый на шее;
- Большой крест — знак на широкой ленте через правое плечо и звезда на левой стороне груди;
- Великий командор — знак на ленте, носимый на шее, и звезда на левой стороне груди;
- Командор — знак на ленте, носимый на шее;
- Офицер — знак на ленте с розеткой, носимый на левой стороне груди;
- Кавалер — знак на ленте, носимый на левой стороне груди.

## Знаки ордена
Знак ордена — позолоченный, увенчанный короной красной эмали, византийский двуглавый орёл, держащий в правой лапе крест, а в левой — державное яблоко. На груди орла с лицевой стороны закреплён овальный медальон красной эмали с узким рифлёным позолоченным ободком. В центре медальона — позолоченное погрудное изображение архиепископа Макариоса III. Оборотная сторона знака гладкая без изображений. На короне крепятся колечки, через которые знак подвешивается к орденской цепи или ленте.
Цепь ордена позолоченная из 17 круглых, с узким рифлёным ободком, медальонов красной эмали, соединённых цепочками из малых колечек. В центре медальонов — изображение знака ордена.
Звезда ордена восьмиконечная с наложенным на центр знаком ордена. Звезда Большого креста позолоченная, звезда великого командора — серебряная.
Лента ордена шёлковая муаровая синего цвета с широкими жёлтыми, с золотистыми нитями, полосами вдоль краёв. На ленту офицера крепится круглая розетка из той же ленты.